# Yūki (Ibaraki)
Yūki (también Yuki) es una ciudad situada en la prefectura de Ibaraki, en Japón. Tiene una población estimada, a inicios de octubre de 2024, de 49 631 habitantes.
Comprende una superficie total de 65.76 km².
La parte norte de la ciudad es una de las pocas áreas urbanas del Japón que conserva su forma original como ciudad castillo medieval. La parte sur está dedicada a la agricultura.

## Historia
La agricultura se desarrolló en la zona desde el período Jōmon y fue extendiéndose con el tiempo, debido a que la ciudad se abrió geográfica y económicamente gracias a su conveniente transporte fluvial. Esto se puede ver en numerosas tumbas antiguas, objetos excavados y ruinas que aún existen en la ciudad.
Tomomitsu Yuki construyó un castillo en el período Kamakura y desde entonces se desarrolló como una ciudad castillo para las sucesivas generaciones del clan Yuki y como un área de producción especializada de yūki-tsumugi. 
Durante el período Edo se convirtió en una ciudad castillo para la familia Yuki Mizuno y su área comercial se expandió como centro de distribución de diversos productos agrícolas, incluido el yūki-tsumugi.
En 1950 Yūki se fusionó con pueblos vecinos y fue elevada a la categoría de ciudad. 

## Yūki-tsumugi
Tres métodos tradicionales del yūki-tsumugi (结城紬), una técnica de fabricación de tejido de seda, fueron declarados patrimonio cultural inmaterial de la Humanidad por UNESCO en 2010.